# Бошняшка академия на науките и изкуствата
Бошняшката академия на науките и изкуствата (на босненски: Bošnjačka akademija nauka i umjetnosti) е организация за наука и култура на бошняците.
Основана е в град Нови Пазар на 9 юли 2011 г. Централното ръководство на академията е в Сараево.
Действа на територията на разселване на бошняците – в Босна и Херцеговина и в историческата област Санджак в Югозападна Сърбия.